# South Shore (ancienne circonscription fédérale)
Pour les articles homonymes, voir South Shore.
South Shore fut une circonscription électorale fédérale de Nouvelle-Écosse. La circonscription fut représentée de 1968 à 2004.
La circonscription a été créée d'abord en 1966 avec des parties de Queens—Lunenburg et Shelburne—Yarmouth—Clare. Abolie en 2003, la circonscription fusionna avec South Shore—St. Margaret's.

## Géographie
En 1966, la circonscription de South Shore comprenait:
- Les comtés de Lunenburg et de Queens
- La municipalité de Shelburne dans le comté de Shelburne
- Une partie du comté d'Halifax

En 1976, la circonscription fut redéfinie aux comtés de Shelburne, Queens et Lunenburg

## Députés
1. 1968-1988 — Llyod R. Crouse, PC
2. 1988-1993 — Peter L. McCreath, PC
3. 1993-1997 — Derek Wells, PLC
4. 1997-2004 — Gerald Keddy, PC

- PC = Parti progressiste-conservateur
- PLC = Parti libéral du Canada